# کریس استاینفلد
کریس استاینفلد (انگلیسی: Chris Steinfeld؛ زادهٔ december ۱۴, ۱۹۵۹ (۶۵ سال)) ورزشکار اهل ایالات متحده آمریکا است.
وی در مسابقات کشوری و بین‌المللی در مجموع برندهٔ ۱ مدال نقره شده‌است.